# Chrysosoma ostentatum
Chrysosoma ostentatum är en tvåvingeart som beskrevs av Becker 1923. Chrysosoma ostentatum ingår i släktet Chrysosoma och familjen styltflugor. Inga underarter finns listade i Catalogue of Life.